# Федеріко Бонаццолі
Федеріко Бонаццолі (італ. Federico Bonazzoli; нар. 21 травня 1997, Манербіо) — італійський футболіст, нападник клубу «Кремонезе».
Грав за молодіжну збірну Італії.

## Клубна кар'єра
Народився 21 травня 1997 року в місті Манербіо. Вихованець «Інтернаціонале». 4 грудня 2013 року молодий форвард дебютував за свій клуб в матчі Кубка Італії проти «Трапані» у віці 16 років і 6 місяців і став другим наймолодшим дебютантом в історії «нерадзурі» після Джузеппе Бергомі. У Серії А дебют Федеріко відбувся 18 травня 2014 року в заключному турі проти «К'єво». Підготовку до сезону 2014/15 гравець пройшов з першою командою клубу і протягом сезону зіграв у семи іграх.
Влітку 2015 року Бонаццолі перейшов до «Сампдорії», але і у цій команді закріпитись не зумів, через що здавався в оренду в клуби «Віртус Ланчано», «Брешія», СПАЛ та «Падова».
Повернувшись влітку 2019 року з чергової оренди, залишився у розпорядженні тренерського штабу «Сампдорії» і в сезоні 2019/20 взяв у її складі участь у 19 матчах Серії A, відзначившись шістьма голами.
3 вересня 2020 року підписав новий п'ятирічний контракт із «Сампдорією», проте вже 5 жовтня був знову відданий в оренду, цього разу до «Торіно». У туринській команді регулярно виходив на поле, провівши за сезон 20 ігор у Серії A. Сезон 2021/22 розпочав вже у складі «Салернітани», якою також був орендований. Згодом уклав із цим клубом повноцінний контракт.
Перед початком сезону 2023/24 на правах оренди приєднався до «Верони».
6 серпня 2024 року підписав чотирирічний контракт з клубом Серії B «Кремонезе».

## Виступи за збірні
2012 року дебютував у за юнацьку збірну Італії і в її складі виграв срібну медаль юнацького чемпіонату Європи до 17 років у 2013 році. Всього взяв участь у 41 іграх на юнацькому рівні, відзначившись 18 забитими голами.
З 2014 року залучався до складу молодіжної збірної Італії, у складі якої поїхав на домашній молодіжний чемпіонат Європи 2019 року, замінивши в останній момент травмованого Андреа Пінамонті.

## Статистика виступів

### Статистика клубних виступів
Станом на 13 серпня 2023 року
| Сезон                      | Команда                    | Чемпіонат                  | Чемпіонат | Чемпіонат | Національний кубок | Національний кубок | Національний кубок | Континентальні кубки | Континентальні кубки | Континентальні кубки | Інші змагання | Інші змагання | Інші змагання | Усього | Усього |
| Сезон                      | Команда                    | Ліга                       | Ігор      | Голів     | Ліга               | Ігор               | Голів              | Ліга                 | Ігор                 | Голів                | Ліга          | Ігор          | Голів         | Ігор   | Голів  |
| -------------------------- | -------------------------- | -------------------------- | --------- | --------- | ------------------ | ------------------ | ------------------ | -------------------- | -------------------- | -------------------- | ------------- | ------------- | ------------- | ------ | ------ |
| 2013–14                    | «Інтернаціонале»           | A                          | 1         | 0         | КІ                 | 1                  | 0                  | -                    | -                    | -                    | -             | -             | -             | 2      | 0      |
| 2014–15                    | «Інтернаціонале»           | A                          | 4         | 0         | КІ                 | 1                  | 0                  | ЛЄ                   | 2                    | 0                    | -             | -             | -             | 7      | 0      |
| Усього за «Інтернаціонале» | Усього за «Інтернаціонале» | Усього за «Інтернаціонале» | 5         | 0         |                    | 2                  | 0                  |                      | 2                    | 0                    |               | -             | -             | 9      | 0      |
| 2015–16                    | «Сампдорія»                | A                          | 4         | 0         | КІ                 | 1                  | 0                  | ЛЄ                   | 2                    | 0                    | -             | -             | -             | 7      | 0      |
| 2015–16                    | «Віртус Ланчано»           | B                          | 14+2      | 1+0       | КІ                 | 0                  | 0                  | -                    | -                    | -                    | -             | -             | -             | 16     | 1      |
| 2016–17                    | «Брешія»                   | B                          | 25        | 2         | КІ                 | 1                  | 0                  | -                    | -                    | -                    | -             | -             | -             | 26     | 2      |
| 2017–18                    | «Сампдорія»                | A                          | 1         | 0         | КІ                 | 0                  | 0                  | -                    | -                    | -                    | -             | -             | -             | 1      | 0      |
| Усього за «Сампдорію»      | Усього за «Сампдорію»      | Усього за «Сампдорію»      | 5         | 0         |                    | 1                  | 0                  |                      | 2                    | 0                    |               | -             | -             | 8      | 0      |
| 2017–18                    | СПАЛ                       | A                          | 12        | 0         | КІ                 | 0                  | 0                  | -                    | -                    | -                    | -             | -             | -             | 12     | 0      |
| 2018–19                    | «Падова»                   | B                          | 35        | 8         | КІ                 | 2                  | 0                  | -                    | -                    | -                    | -             | -             | -             | 37     | 8      |
| 2019–20                    | «Сампдорія»                | A                          | 19        | 6         | КІ                 | 0                  | 0                  | -                    | -                    | -                    | -             | -             | -             | 19     | 6      |
| вер. 2020                  | «Сампдорія»                | A                          | 2         | 0         | КІ                 | 0                  | 0                  | -                    | -                    | -                    | -             | -             | -             | 2      | 0      |
| Усього за «Сампдорію»      | Усього за «Сампдорію»      | Усього за «Сампдорію»      | 26        | 6         |                    | 1                  | 0                  |                      | 2                    | 0                    |               | -             | -             | 29     | 6      |
| 2020–21                    | «Торіно»                   | A                          | 20        | 2         | КІ                 | 2                  | 1                  | -                    | -                    | -                    | -             | -             | -             | 22     | 3      |
| 2021–22                    | «Салернітана»              | A                          | 32        | 10        | КІ                 | 1                  | 2                  | -                    | -                    | -                    | -             | -             | -             | 33     | 12     |
| 2022–23                    | «Салернітана»              | A                          | 24        | 2         | КІ                 | 1                  | 0                  | -                    | -                    | -                    | -             | -             | -             | 25     | 2      |
| Усього за «Салернітану»    | Усього за «Салернітану»    | Усього за «Салернітану»    | 56        | 12        |                    | 2                  | 2                  |                      | -                    | -                    |               | -             | -             | 58     | 14     |
| 2023–24                    | «Верона»                   | A                          | 0         | 0         | КІ                 | 0                  | 0                  | -                    | -                    | -                    | -             | -             | -             | 0      | 0      |
| Усього за кар'єру          | Усього за кар'єру          | Усього за кар'єру          | 194       | 31        |                    | 10                 | 3                  |                      | 4                    | 0                    |               | -             | -             | 208    | 34     |